# Hipoclorito de cálcio
Hipoclorito de cálcio é um composto químico de fórmula Ca(ClO)2. É largamente usado no tratamento de água e como agente alvejante (alvejante em pó). Este composto é considerado relativamente estável e possui mais cloro disponível do que o hipoclorito de sódio (alvejante líquido).

## Preparação
É produzido pelo processo do cálcio:
{\displaystyle ~\mathrm {2Cl_{2}+2Ca(OH)_{2}\longrightarrow \ Ca(OCl)_{2}+CaCl_{2}+2H_{2}O} }.

## Ligação externa
- Chemical Land (em inglês)